# Megastigmus borriesi
Megastigmus borriesi är en stekelart som beskrevs av Crosby 1913. Megastigmus borriesi ingår i släktet Megastigmus och familjen gallglanssteklar.
Artens utbredningsområde är:
- Danmark.
- Finland.

Inga underarter finns listade i Catalogue of Life.